# R.G. City Boys United
Raymond Gentle-City Boys United – nieistniejący już belizeński klub piłkarski z siedzibą w mieście Belize City, w dystrykcie Belize. Funkcjonował w latach 2007–2012. Domowe mecze rozgrywał na obiekcie MCC Grounds.
Klub posiadał również drużynę koszykówki.

## Osiągnięcia
- mistrzostwo Super League of Belize (1): 2010
- wicemistrzostwo Super League of Belize (1): 2011

## Historia
Klub został założony pod nazwą Kraal Road FC, początkowo jako próba socjalizacji młodzieży z cieszących się złą sławą okolic ulicy Kraal Road w Belize City. W 2007 roku klub przystąpił do alternatywnej, ogólnokrajowej ligi Super League of Belize, nieadministrowanej przez Belizeński Związek Piłki Nożnej. Początkowo występował w sekcji amatorskiej tych rozgrywek, by już kilka tygodni później dołączyć już do sekcji półprofesjonalnej. Występował również pod nazwą Forever Strong Kraal Road. Właścicielami klubu byli polityk Anthony Martinez oraz jego podwładny, lokalna osobistość Raymond „Killa” Gentle, który grał równocześnie w zespole.
W Super League drużyna od razu dołączyła do czołówki rozgrywek. W 2010 roku Kraal Road zmienił nazwę na Raymond Gentle (R.G.) City Boys United. Pod tą nazwą wywalczył kolejno mistrzostwo i wicemistrzostwo Super League. W styczniu 2011 Raymond Gentle, organizator klubu i szef gangu Kraal Road, został zastrzelony w wyniku wojny gangów. W 2012 roku drużyna City Boys United dołączyła do rozgrywek Premier League of Belize, zastępując w niej klub World FC. Klub wycofał się jednak z belizeńskiej Premier League już po pół roku i zaprzestał działalności na poziomie seniorskim.

## Trenerzy
- Norman Nunez (2007–2008)[9][10]
- John Pollard (2011–2012)[11]